# Pornograffitti
Pornograffitti ist das 1990 erschienene zweite Studioalbum der US-amerikanischen Band Extreme.

## Hintergrund
Die Band Extreme hatte 1989 ihr Debütalbum veröffentlicht, das jedoch kommerziell kaum Beachtung fand und der Band nur nationale Bekanntheit verlieh. Es erreichte Platz 80 der US-Album-Charts.
Die Produktion des zweiten Albums übernahm der aus Deutschland stammende Michael Wagener, der sich ab Mitte der 1980er Jahre mit seiner Studioarbeit für Bands wie Dokken (Under Lock and Key) und Skid Row (Skid Row) einen Namen gemacht hatte.
Neben Pat Travers, der sich den Gesang beim Titel Get the Funk Out mit Gary Cherone teilte, wirkte auch Dweezil Zappa an den Aufnahmen mit und steuerte Solos zu He-Man Woman Hater bei. Für den Titel Li’l Jack Horny wurde eine Bläsersektion aufgenommen, die beteiligten Musiker waren Bob Findley und Chuck Findley (Trompete), Bill Watrous (Posaune), Dick Hyde (Bass-Posaune) sowie Pete Christlieb und Joel Peskin (Tenorsaxofon).
Als Singles wurden die Titel Decadence Dance, Get the Funk Out, More Than Words, Hole Hearted und Song for Love ausgekoppelt.

## Titelliste
| Nr.          | Titel                                                                         | Autor(en)                      | Länge |
| ------------ | ----------------------------------------------------------------------------- | ------------------------------ | ----- |
| 1.           | Decadence Dance                                                               | Nuno Bettencourt, Gary Cherone | 6:49  |
| 2.           | Li’l Jack Horny                                                               | Bettencourt, Cherone           | 4:52  |
| 3.           | When I’m President                                                            | Bettencourt, Cherone           | 4:22  |
| 4.           | Get the Funk Out (Gesangs-Duett mit Pat Travers)                              | Bettencourt, Cherone           | 4:24  |
| 5.           | More Than Words                                                               | Bettencourt, Cherone           | 5:34  |
| 6.           | Money (In God We Trust)                                                       | Bettencourt, Cherone           | 4:11  |
| 7.           | It (’s a Monster)                                                             | Bettencourt, Cherone           | 4:25  |
| 8.           | Pornograffitti                                                                | Bettencourt, Cherone           | 6:16  |
| 9.           | When I First Kissed You                                                       | Bettencourt, Cherone           | 4:00  |
| 10.          | Suzi (Wants Her All Day What?) (Nicht auf der Schallplattenausgabe enthalten) | Bettencourt, Cherone           | 3:39  |
| 11.          | He-Man Woman Hater                                                            | Bettencourt, Cherone           | 6:19  |
| 12.          | Song for Love                                                                 | Bettencourt, Cherone           | 5:55  |
| 13.          | Hole Hearted                                                                  | Bettencourt, Cherone           | 3:39  |
| Gesamtlänge: | Gesamtlänge:                                                                  | Gesamtlänge:                   | 64:25 |

## Rezeption
Pornograffitti erreichte in den USA Platz 10 der Billboard 200, in Großbritannien Platz 12 und in Deutschland Platz 15 der Album-Charts. Nach den damals gültigen Kriterien wurde das Album in den USA bereits im Mai 1991 mit einer Goldenen Schallplatte ausgezeichnet, hatte im Juni desselben Jahres bereits Platinstatus erreicht und bekam im Oktober 1992 Doppelplatin.
Das deutsche Magazin Musikexpress schrieb im Oktober 1990, "Volle Wucht voraus" sei die Devise der vier Musiker aus Boston. „Pumpender Party-Rock der Aerosmith-Schule“ bilde ihre Basis, doch im Unterschied zu Tyler, Perry & Co. seien Extreme „experimentierfreudiger.“ Produziert von Michael Wagner, tauchten auf ihrer zweiten LP „Funk-Metal-Rhythmen, Bläser und ein Swing-Stück in bester Sinatra-Manier“ auf. Thematisch drehten sich „viele Texte um die Über-Sexualisierung der Gesellschaft.“ Die „Griffbrettarbeit des Quartetts“ liege „allein in den Händen eines Mannes: Nuno Bettencourt, ein Saitenartist allererster Güte, vielseitig und wendig wie kaum ein Zweiter,“ der das Zeug habe, „ein neuer Guitar-Hero zu werden.“
Metal Hammer befand, „es wäre sicherlich eine maßlose Übertreibung, wenn jemand auf die Idee kommen sollte, dieses Album als eine 'extreme' Angelegenheit zu bezeichnen, denn mit wirklichen Extremen im Sound oder in der Songauswahl“ könne Extreme hier nicht aufwarten, „dafür aber mit einem höchst abwechslungsreichen Album.“ Man solle darauf achten, mit „welcher musikalischen Bandbreite“ die Band agiere. Lasse der erste Song Decadence Dance noch den Verdacht aufkommen, man hätte es „hier mit einer 08/15-Posertruppe zu tun,“ belehre „einen das folgende, auf satten Blasersätzen groovende Lil' Jack Horny gleich eines besseren.“ Auf Get The Funk Out zeigten „Extreme dann unüberhörbar, daß ihnen der Metal-Funk im Blut“ liege. More Than Words komme „beinahe Beatles-mäßig daher, balladesk mit 'Yesterday' Klampfe.“ Ohne Zweifel sei „dieses Album ein extremes Abenteuer - aber nur für den intoleranten Metaller!“
Rock Hard gab dem Album eine negative Kritik: „Nicht mal ansatzweise“ habe sich die Band „gegenüber ihrem äußerst schwachen Erstling verbessert.“ Es tue „wirklich weh, mitanschauen zu müssen, wie Plattenfirmen ihre Kohle für Bands verpulverten, die nicht die geringste Spur von Talent“ zeigten. Das Album sei eine „überlange LP,“ der Spruch "in der Kürze liegt die Würze" habe „durchaus seine Richtigkeit.“ Für „das völlig ideenlose Material hätte eine Maxi eigentlich genügt.“ Extreme sei eine drittklassige Kiss-Kopie, mehr nicht!